# Dwars door het Hageland 2023
La Dwars door het Hageland 2023, diciottesima edizione della corsa e valevole come ventottesima prova dell'UCI ProSeries 2023 categoria 1.Pro, si svolse il 10 giugno 2023 su un percorso di 177 km, con partenza a Aarschot e arrivo a Diest, nella provincia del Brabante Fiammingo, in Belgio. La vittoria fu appannaggio del norvegese Rasmus Tiller, il quale completò il percorso in 4h09'02", alla media di 42,645 km/h, precedendo i belgi Stan Van Tricht e Florian Vermeersch.
Sul traguardo di Diest 28 ciclisti, sui 105 partiti da Aarschot, portarono a termine la competizione.

## Squadre e corridori partecipanti
| N.    | Cod. | Squadra                     |
| ----- | ---- | --------------------------- |
| 1-7   | ADC  | Alpecin-Deceuninck          |
| 11-17 | ICW  | Intermarché-Circus-Wanty    |
| 21-27 | SOQ  | Soudal Quick-Step           |
| 31-36 | COF  | Cofidis                     |
| 41-47 | LTD  | Lotto Dstny                 |
| 51-56 | ARK  | Team Arkéa-Samsic           |
| 61-66 | BEB  | Bolton Equities Black Spoke |
| 71-76 | IPT  | Israel-Premier Tech         |

| N.      | Cod. | Squadra                    |
| ------- | ---- | -------------------------- |
| 81-87   | TFB  | Team Flanders-Baloise      |
| 91-97   | TNN  | Team Novo Nordisk          |
| 101-107 | UXT  | Uno-X Pro Cycling Team     |
| 111-117 | BTL  | Baloise Trek Lions         |
| 121-127 | ABC  | Abloc CT                   |
| 131-137 | TIS  | Tarteletto-Isorex          |
| 141-147 | VWE  | VolkerWessels Cycling Team |

## Ordine d'arrivo (Top 10)
| Pos. | Corridore          | Squadra     | Tempo    |
| ---- | ------------------ | ----------- | -------- |
| 1    | Rasmus Tiller      | Uno-X       | 4h09'02" |
| 2    | Stan Van Tricht    | Soudal      | s.t.     |
| 3    | Florian Vermeersch | Lotto       | s.t.     |
| 4    | Yves Lampaert      | Soudal      | a 10"    |
| 5    | Simon Clarke       | Israel      | s.t.     |
| 6    | Loïc Vliegen       | Intermarché | a 19"    |
| 7    | Søren Wærenskjold  | Uno-X       | a 26"    |
| 8    | Jenthe Biermans    | Arkéa       | a 28"    |
| 9    | Tom Van Asbroeck   | Israel      | s.t.     |
| 10   | Matyáš Kopecký     | Novo        | s.t.     |